# Sponsa Christi
Die apostolische Konstitution Sponsa Christi (lat. Braut Christi) vom 21. November 1950 wurde von Papst Pius XII. erlassen und behandelt die Berufung zum jungfräulichen Leben der gottgeweihten Frauen und deren mystische Anverlobung an Christus.

## Wesenszüge des gottgeweihten jungfräulichen Lebens
Der erste Teil dieser Konstitution befasst sich mit historischen Entwicklung der Berufung zur Jungfräulichkeit und der Entwicklung der monastischen Frauenklöster aus den Zusammenschlüssen der geweihten Jungfrauen der frühen Kirche und geht insbesondere auf das kontemplative Leben ein. Pius XII. beschreibt die Wesenszüge des gottgeweihten Lebens der Frauen und erklärt:

„Aufgrund ihrer Weihe durch den Diözesanbischof erwerben sie eine besondere Bindung an die Kirche, deren Dienst sie sich widmen, auch wenn sie weiter in der Welt bleiben. Allein oder in Gemeinschaft stellen sie ein besonderes eschatologisches Bild von der himmlischen Braut und dem zukünftigen Leben dar, wenn die Kirche endlich die Liebe zu ihrem Bräutigam Christus in Fülle leben wird.“

Für die geweihten Jungfrauen ist der Dienst des Stundengebets wesentlich. Das Wort Gottes und die Liturgie sind die Quellen, aus denen die geweihten Jungfrauen schöpfen sollen, um den Willen Gottes zu erkennen und sich an ihn in Freiheit und in Liebe zu binden. Im gleichen Teil legt der Papst die Bestimmungen über die Klausur der Nonnen fest. Es werden mit dieser Konstitution feste Regeln für Ordensgemeinschaften festgelegt, des Weiteren wird den in der Welt lebenden geweihten Jungfrauen eine Richtschnur vorgegeben.

## Grundlagen des kanonischen Rechts
Im zweiten Teil werden die nach kanonischem Recht gültigen Statuten vorgegeben:
- Artikel I. §§ 1–3 Gründung von Ordensgemeinschaften für Frauen
- Artikel II. §§ 1–3 Besondere Formen des monastischen religiösen Lebens
- Artikel III. §§ 1–3 Zugehörigkeit und Jungfrauenweihe
- Artikel IV. §§ 1–5 Große und kleine päpstliche Klausuren
- Artikel V. §§ 1–4 Verpflichtung zur öffentlichen Feier des Stundengebets im Chor
- Artikel VI. §§ 1–3 Hierarchie und Ordnung in Frauenklöstern
- Artikel VII. §§ 1–3 Genehmigungsverfahren durch den Heiligen Stuhl
- Artikel VIII. §§ 1–3 Klösterliche Arbeit zum Unterhalt der Klöster
- Artikel IX. Schlussbestimmungen und Exhortatio zur strikten Einhaltung dieser Regularien

Durch die apostolische Konstitution Vultum Dei quaerere (über das kontemplative Leben in Frauenorden) Papst Franziskus’ vom 29. Juni 2016 wurden unter anderem die Statuta generalia Monialium (allgemeine Statuten, die Nonnen betreffend) aufgehoben.